# Ptarmica macrocephala
Ptarmica macrocephala là một loài thực vật có hoa trong họ Cúc. Loài này được (Rupr.) Kom. miêu tả khoa học đầu tiên năm 1930.